# Audrey Schulman
Audrey Schulman  (* 9. Mai 1963 in Montreal) ist eine kanadisch-US-amerikanische Schriftstellerin, die gegenwärtig in Boston lebt.

## Leben
Schulman studierte von 1981 bis 1983 am Sarah Lawrence College Psychologie und anschließend am Barnard College, wo sie 1985 den Grad eines Bachelor of Arts erlangte. Sie arbeitete zeitweise als Softwaredesignerin. 1994 veröffentlichte sie ihren ersten Roman mit dem Titel The Cage. Weitere Romane folgten, 2019 erhielt sie für Theory of Bastards den Philip K. Dick Award und einen Neukom Institute Literary Arts Award.
2008 war sie Mitgründerin des Home Energy Efficiency Teams (HEET), das sich mit Fragen der Energieeffizienz beschäftigt. Auf diesem Feld ist sie Mitautorin verschiedener Fachpublikationen und zunehmend auch für Klimaschutz aktiv.

## Romane
- The Cage, 1994 (deutsch: Die Farben des Eises, ISBN 3-8105-1859-X)
- Swimming with Jonah, 1999 (deutsch: Tanz in den Wellen, ISBN 978-3-423-24233-2)
- A House Named Brazil, 2000
- Three Weeks in December, 2012, ISBN 978-1-6094-5064-9.[5]
- Theory of Bastards, 2018, ISBN 978-1-6094-5437-1.
- The Dolphin House, 2022, ISBN 978-1-60945-784-6.